# Johan Peter Westring

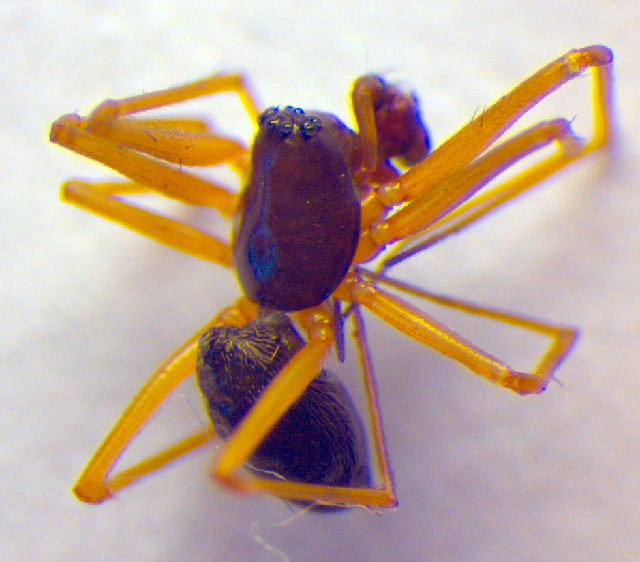
Het donker wevertje, in 1851 beschreven door Westring.

Johan Peter Westring (Linköping, 24 november 1753 - Norrköping, 1 oktober 1833) was een Zweedse arts en natuurwetenschapper.
Westring studeerde aan de universiteit van Uppsala, waar hij onder Carl von Linné in 1775 een dissertatie schreef over Ledum palustre. In 1780 studeerde hij af als arts en vestigde zich daarna in Norrköping, waar hij de rest van zijn leven bleef wonen. Hij werd in 1794 de lijfarts van de Zweedse koning. Hij werd geridderd in 1822. Hij was een lid van de Koninklijke Zweedse Academie van Wetenschappen.
Hij schreef een werk Waarnemingen over de genezing der kankerzweren. Als bioloog publiceerde Westring over korstmossen ( Svenska lafvarnas färghistoria) en spinnen; hij beschreef een aantal spinnensoorten, waaronder het arrogant voorkopje, de steenwolfspin en de gewone zakspin.
Het plantengeslacht Westringia is naar hem vernoemd, evenals de pissebeddensoort Chelanthura westringia.